# 奇祭
奇祭（きさい、strange festival）は、独特の習俗をもった、風変わりな祭のこと。

## 概要
奇祭についての著書はいくつかあるが、いずれも奇祭とされている祭を網羅して紹介している書籍であり、何をもって「奇祭」と呼ぶのか、「風変わりな」祭なのかを記述したものではない。小林紀晴や杉岡幸徳などの書の他、文化庁の田中英機が監修した『日本の奇祭』（有朋舎 1983年）ではなまはげ-真山神社柴灯祭、御柱祭、吉田の火祭 他 を紹介。文化庁月報では平成25年5月号(No.536)で大善寺の藤切り祭、文化庁日本遺産ポータルサイトやおおいた遺産ではケベス祭（大分県国東市）などを奇祭として取り上げている。
合田一道『日本の奇祭』（青弓社、2006年）では、婿の胴上げ（八坂神社、新潟県南魚沼市）、井手浦の尻振り祭（北九州市小倉南区）、鍋冠祭（筑摩神社、米原市朝妻筑摩、5月3日）のほか、泣き相撲など、32の祭りを紹介している。
茨城県の営業戦略部プロモーション戦略チームでは、寝釈迦の花まつり（通称「パンツまつり」、阿弥陀寺・釈迦堂、稲敷市上根本）、涸沼あんばまつり（広浦公園、茨城町下石崎）、撞舞（龍ケ崎市根町撞舞通り）、筑波山がまレース（筑波山門前通り周辺）、古河提灯竿もみ祭り（古河市古河駅西口おまつり特設会場）、大飯まつり（鹿島神社、桜川市下泉地区）、悪態まつり（愛宕神社側の飯綱神社、笠間市）、火渉祭（加波山三枝祇神社、桜川市）などを紹介している。
天下の奇祭と呼ばれているものも、豊年祭 (田縣神社)（愛知県小牧市田県町）、おんだ祭り（飛鳥坐神社、奈良県高市郡明日香村、2月の第一日曜日）、刈谷万燈祭（秋葉社、愛知県刈谷市）、護法祭（岡山県久米郡）など、いくつかみられる。
ほかにも、 一関市・大東大原水かけ祭りなどの水掛祭、 香取市・ひげなで祭、江包・大西の御綱（網かけ祭、奈良県桜井市江包・大西集落） は、自治体のウェブサイト、 牟岐姫神祭り、 祇園祭（津島神社、長野県宮田村）、 ニラクラ祭（泥んこ相撲、三重県尾鷲市、元旦）、 天王祭（八重垣神社、三重県志摩市）、 石取祭（桑名神社と中臣神社、三重県桑名市） は、一般社団法人や協会等のサイト、 宮古島のパーントゥ は、テレビ局のニュース、 宮城県登米市・米川の水かぶり は、専門誌、 矢巾町・スミつけ祭り は、自治体の広報、 間々田のジャガマイタ（間々田八幡宮、栃木県小山市間々田、毎年5月5日） 島田大祭（帯まつり、大井神社、静岡県島田市） なめくじ祭り（大杉地蔵尊、岐阜県中津川市加子母、7月9日 (旧暦)）、羽茂祭りのつぶろさし（草苅神社と菅原神社、新潟県羽茂本郷村） は、新聞記事、 ボゼ（トカラ列島悪石島、鹿児島県十島村）は企業のサイト、じゃがまいた（間々田八幡宮、栃木県小山市、5月5日） は、官公庁の広報、 豊作を願って砂をかけ合う奇祭「砂かけ祭」（廣瀬大社、奈良県河合町、毎年2月11日） は、ニュース記事、 ごんぼ祭り（仲山神社、三重県津市美杉町下之川） は、旅行会社サイトや自治体職員ブログ、糸魚川市青海地域の「竹のからかい」、稲わらで作る巨大わら人形を祀る、阿賀町大牧区の「ショウキ祭」、南魚沼市浦佐の「越後浦佐毘沙門堂裸押合大祭」、ご神体の大きさで新潟県最大の長岡市栃尾の「ほだれ祭」、酔笑人神事オホホ祭り、蛸舞式神事、あらい祭り（大根祭り、大宮神社、千葉県山武郡芝山町山田）
子供強飯式（日光市七里）は、自治体の広報や自治体の観光協会の紹介、ささらすり（千国諏訪神社、長野県北安曇郡小谷村千国、9月第二土曜） は、観光協会サイト、西大寺 (岡山市)観音院の「会陽」 川原湯温泉湯かけ祭（川原湯、群馬県長野原町） コンニャク祭り（八代市上鎌瀬地区、松崎の地蔵堂）  餅勧進（えびの市、1月） 現王神社例祭 宮田地区 側高神社ひげなで祭り（千葉県香取市） 龍勢まつり（埼玉県秩父市）、 十七夜請おっぱい祭り（雷公神社、北海道知内町、杉の古木にまつわる伝説に由来、1月17日） は、自治体の報告や調査書、自治体の財団調査書、などで「奇祭」として、紹介されている。

### 性器崇拝
奇祭についてはそれをまとめた折口信夫などの、豊年祭やおんだ祭りなどの特に男女の性交を模した所作や呪術が豊穣の儀礼予祝や子宝をも願うものとして演じられるとされる田遊びや田楽、神楽などについての報告が知られているが、その事例は自治体のまつりから武蔵野美術大学芸術祭（東京都小平市）で執り行われる男神輿と女神輿の御結合などまで、日本全国枚挙に暇がない。そしてこうした祭りの事例である、かなまら祭（金山神社 (川崎市)）、ほだれ大神ほだれ祭（新潟県長岡市来伝、3月第二日曜）、しねり弁天たたき地蔵祭り（新潟県魚沼市、毎年6月30日）、金剛地の子宝まつり（金剛地金山神社、山梨県甲斐市、1月28日）、雪中花水祝（新潟県魚沼市）、大沢温泉金勢祭（金精祭り、枋ノ木神社、岩手県二戸市、花巻市、4月29日）、美ヶ原温泉の道祖神祭り（湯の原瑠璃光薬師、長野県松本市、9月第四土曜）、姫神祭り（牟岐漁港周辺、徳島県海部郡、「姫島伝説」に基づく）、あわしま・こんせい祭（まぐわい祭、盛岡城跡公園芝生広場にて、岩手県盛岡市）などを深沢（2020）は「新興の観光型性器崇拝祭り」と定義し、どんつく祭り（どんつく神社、静岡県賀茂郡東伊豆町稲取、6月。2018年中止）と、もともとの素戔嗚神社の夏祭との関係を分析考察して、古来より豊穣儀礼を中心に行われてきた普遍的な性器崇拝の儀礼そのものから、昭和期とくに高度経済成長期以降に観光客も楽しむことが出来るイベント的性格を持った性器崇拝の「奇祭」が現れるようになったとしている。他方、八朔祭り（日吉神社、福井県美浜町新庄、旧暦の8月）のように、時代に合わせてそうした要素を変えて、祭りの継続を目指している奇祭もある。

### 比喩
上記の事項はすべて実際に「祭」と定義されて執り行われている事項を取り上げて奇祭と呼称しているが、奇祭の語をもって比喩的に使用される事項もある。一例としてIOCCCはハッカーのプログラミングコンテストにほかならないが、その内容からハッカーの集う奇祭などと呼ばれている。また、テレビ埼玉のテレビ番組『埼玉政財界人チャリティ歌謡祭』も、その番組内容の奇異さから奇祭と呼ばれることとなった。

## 三大奇祭
日本三大奇祭と呼ばれる祭りも複数取り沙汰されている。コトバンクなどでも「三奇祭」を富士浅間神社の火祭、大井神社の帯祭、稲沢国府宮の裸祭をとりあげられ、一方で「日本三大奇祭」は大井神社の帯祭、富士浅間神社の火祭のほか広隆寺の牛祭、国府宮の裸祭、諏訪大社の御柱祭などが取り上げられている。また、悪態祭は市の資料で日本三大奇祭の一つとしている。ほかに鍋冠祭（筑摩神社、滋賀県米原市無形民俗文化財）をその保存会では三大奇祭としており、十津川警部シリーズの「祭り」シリーズでは『鍋かむり祭の殺人 奇祭の果て』というタイトルの小説まで刊行されている。
第二次世界大戦以後途絶えた尻打祭（鵜坂神社、富山市婦中町）も加えて日本五大奇祭の一つとして、紹介するのもみられる。
京都三奇祭という分類もあり、牛祭（大避神社及び広隆寺（京都市右京区太秦）、今宮神社の玄武やすらい祭（安楽祭・夜須礼祭、 京都・今宮神社、四月第二日曜日）、鞍馬の火祭（由岐神社例祭）がとりあげられているほか、竹伐り祭（6月20日）なども、かつてはとりあげられていたようである。
関東三大奇祭というのもあり、これには栃木県益子町の「益子祇園祭」の行事の一つである「御神酒頂戴式」、くらやみ祭り（東京都府中市 大國魂神社）、龍ヶ崎市の撞舞、浜降祭（神奈川県茅ケ崎市）、藤切り祭り（大善寺、甲州市勝沼）や笠間市の悪態まつりも挙げられている。
尾張三大奇祭という分類もあり、これも尾張大國霊神社「はだか祭り」、七所社「きねこさ祭」や、犬山石上げ祭のほか、姫宮大祭（「おそそ祭」、大縣神社、愛知県犬山市楽田）、熱田神宮の「歩射神事」も取り上げているのもある。このほかに愛知県庁では、豊年祭（小牧市）、豊浜鯛まつり（南知多町）、刈谷万燈祭（秋葉社の祭礼、刈谷市）、天下の奇祭てんてこ祭、鳥羽の火祭り（以上西尾市）、参候祭（設楽町）、奥三河花祭り（東栄町）、若葉祭（うなごうじ祭、豊川市）、鬼まつり（豊橋市）を取り上げている。
前述のどんつく祭、尻つみ祭り（音無神社、静岡県伊豆市、11月10日）、東司祭（明徳寺 (伊豆市)）で伊豆三大奇祭といわれている。

## とんまつり
奇祭の奇は漢姓にもみられるが、日本でははたから見て、珍奇、奇抜、奇怪、奇妙などの表現で使われるとおり、奇祭はともすればはたからみて奇行のようにみられる祭りがこのように述べられることが多く、みうらじゅんはこれを頓馬・頓間（とんま）な祭りであるとして造語「とんまつり」と命名し紹介している。2000年にはロックバンドの人間椅子とのコラボレーション・ユニット「みうらじゅん with 人間椅子」を結成し、『とんまつりJAPAN』という題名の音楽アルバムを発表しているほか、2004年には『とんまつりJAPAN 日本全国とんまな祭りガイド』というタイトルの書籍を発表して、自身が定義するとんまつりを紹介している。
類似の造語として、前述の杉岡幸徳による「トンデモ祭」がある。杉岡は自身を奇祭評論家と名乗り、2005年に『日本トンデモ祭―珍祭・奇祭きてれつガイド』とのタイトルの書籍を出版している。